# كيري أليني
كيري أليني (بالإنجليزية: Kerry Alleyne)‏ هو لاعب كرة قدم دومينيكاوي، ولد في 5 ديسمبر 1983. شارك مع منتخب دومينيكا لكرة القدم. أما مع النوادي، فقد لعب مع Harlem United FC ‏.

## وصلات خارجية
- كيري أليني على موقع الاتحاد الدولي (مؤرشف)  (الإنجليزية)
- كيري أليني على موقع قاعدة بيانات كرة القدم.إي يو (الإنجليزية)
- كيري أليني على موقع ناشيونال فوتبول تيمز (الإنجليزية)